# Pseudenaria maculata
Pseudenaria maculata är en skalbaggsart som beskrevs av Moser 1919. Pseudenaria maculata ingår i släktet Pseudenaria och familjen Melolonthidae. Inga underarter finns listade i Catalogue of Life.